# Action (statique)
Pour les articles homonymes, voir Action.
Dans le secteur de la construction, la norme DIN EN 1991 définit les grandeurs de force et de déformation agissant sur la structure, qui sont prises en compte dans les hypothèses de charge en génie des structures.
Comptés:
- Aux effets directs s’ajoute une force agissant sur la structure porteuse.
- Aux effets indirects s'ajoute une déformation, par exemple en raison du tassement de la structure porteuse[1].

Les actions sont également différenciés en :
- actions constantes, par exemple le poids propre (charge morte) de la structure (effet de la gravité ) ou des accessoires tels que les aménagements intérieurs, les équipements, etc.
  - Actions défavorables : sollicitent (de) la structure porteuse
  - Actions favorables : alléger la charge sur la structure dans certaines zones
- actions variables telles que:
  - charge de neige (de)
  - charge de vent
  - pression des glaces (de)
  - charge de vent,
  - pression de l'eau (de),
  - poussée d'Archimède,
  - charge utile (personnes, véhicules, surpression (de) dans les chantiers de construction de tunnels, grues mobiles dans les halls d'usine, etc.).